# Henry Bruce, 1:e baron Aberdare
Henry Austin Bruce, 1:e baron Aberdare, född den 16 april 1815 i Aberdare, död den 25 februari 1895, var en walesisk politiker. Han var morfars far till Pamela Harriman.
Aberdare blev invald i underhuset 1852. Han var medlem av Gladstones kabinett 1868–1874, först som inrikesminister och från 1873, då han upphöjdes till baron Aberdare, som president i kronrådet. Aberdare verkade med iver för befordrandet av Englands handelsintressen i Västafrika, grundade tillsammans med sir George Goldie i detta syfte National African Company, som 1886 fick kungligt fribrev under namnet Royal Niger Company, och var från 1882 ordförande i kompaniets styrelse. Han blev Fellow of the Royal Society och var ordförande i såväl Royal Historical Society som Royal Geographical Society.